# Aléxandros Zaïmis
Aléxandros Zaïmis (en grec: Αλέξανδρος Ζαΐμης) (9 de novembre de 1855 - 15 de setembre de 1936) va ser un ministre Grec ostentant càrrecs com el de ministre de l'Interior i Ministre de Justícia, i de l'Alt Comissionat de Creta. Va exercir com a Primer Ministre en sis ocasions.

## Joventut i família
Va néixer a Atenes, era el fill de Thrasívulos Zaïmis, ex Primer Ministre de Grècia, i Mourouzi Eleni. El seu germà era Asimakis Zaïmis. I també era el net d'Andreas Zaïmis, un altre ex primer ministre de Grècia, i tenien relació de parentesc amb la família Kalavrytan notables en la Guerra d'Independència grega. D'un costat de la mare era descendent d'una noble família de grecs d'Istanbul. La seva família vivia a Kerpini, Kalavrita a la prefectura de Acaya.
Va estudiar Dret a la Universitat d'Atenes i la Universitat de Heidelberg.

## Carrera política
Aléxandros es va involucrar en la política després de la mort del seu pare, que era membre del Parlament de Kalavrita. Es va convertir en un membre del Parlament el 1885. I va exercir el càrrec de Ministre de l'Interior i ministre de Justícia en el govern Theódoros Diligiannis i fou líder de la Cambra. Es va convertir en primer ministre per primera vegada el 1897.

### Nomenament com a Alt Comissionat
El 1906, va ser nomenat com Ipatos Armostis (Alt Comissionat) de Creta, i va presidir el govern durant un període crític de la història de l'illa abans de la unió de Creta amb Grècia el 1908.

### Reelegit primer ministre
Aléxandros Zaïmis va ser reelegit com a primer ministre cinc vegades. El 1917, Zaïmis va servir com a primer ministre sota el regnat de Constantí I, mentre que Elevthérios Venizelos va dirigir un govern rival que va controlar el nord de Grècia. Sota la pressió de la Triple Entesa, va renunciar el juny del mateix any.
Com a conservador moderat, fou novament triat primer ministre el 1926 fins a 1928 en un govern de coalició de conservadors i moderats.
Zaïmis va ser triat com el quart i últim president de la Segona República Hel·lènica el 1929. Va ser reelegit el 1933. No obstant això, només dos anys després del seu segon mandat, va ser deposat fora de l'oficina del primer ministre Georgios Kondilis, qui va abolir la República i es va proclamar regent a l'espera dels resultats d'un referèndum sobre la restauració de la monarquia. Aquest referèndum va donar lloc al fet que Jordi II sigues recolzat per gairebé el 98% per cent dels vots, un total de vots inversemblantment alt, que només podria haver estat obtinguda mitjançant frau.

## Mort i Llegat
Va morir el 15 de setembre de 1936 a Viena, Àustria, i va ser enterrat en el primer cementiri d'Atenes. Estava casat, sense fills. El llegat polític de la seva família va ser continuada pels seus germans i cosins.